# Rete ferroviaria del Libano

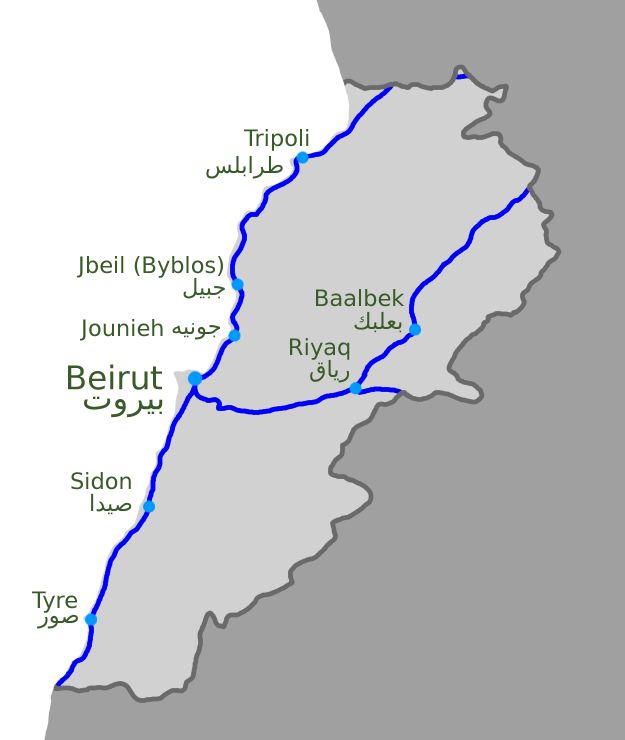
Rete ferroviaria del Libano

La rete ferroviaria del Libano iniziò ad operare negli anni 1890 su progetto francese sotto la dominazione dell'Impero ottomano. Nel 1942, la rete ferroviaria libanese arrivò alla sua massima espansione, con 417 km di linee e 45 stazioni.
Il trasporto ferroviario cessò negli anni 1970 a causa della guerra civile libanese e le ultime linee commerciali furono chiuse negli anni 1990 per ragioni economiche.

## Storia

### Impero ottomano

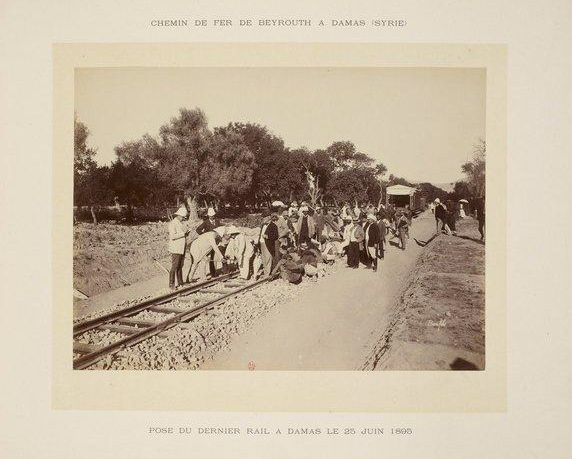
Posa dell'ultimo binario della linea Beirut–Damasco (25 giugno 1895), conosciuta all'epoca come "Damasco–Hama e prolungamenti" (DHP).

Beirut e Damasco furono collegate prima dalla linea telegrafica nel 1861 ed in seguito da una strada in macadam nel 1863. Le Ferrovie Siriane pianificarono di collegare le due città (distanti 140 km sulla cresta della catena del Monte Libano) o altro porto all'inizio del 1871, ma poi il progetto rimase inattuato. Nel 1889 scoppiò la rivolta di Ammiyya fra i Drusi ed altri agricoltori siriani. La risposta ottomana per l'insurrezione comprese una serie di concessioni ferroviarie, che furono rapidamente vendute a stranieri interessati a migliorare lo sviluppo e il controllo centralizzato della regione.

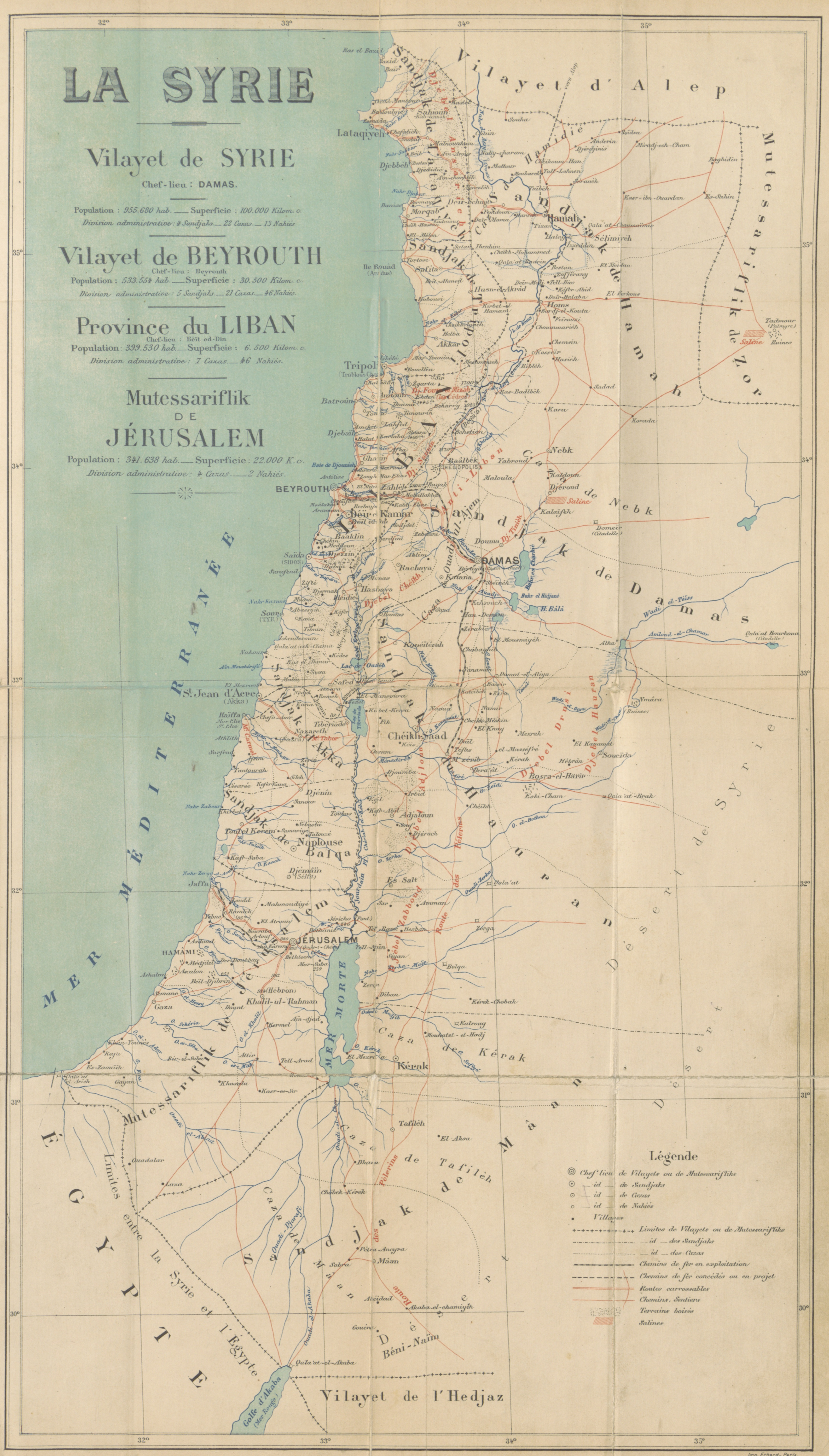
Mappa della Siria e Beirut del 1896, in cui è tracciato il percorso originario della linea Beirut-Damasco-Hauran e il progetto della linea DHP

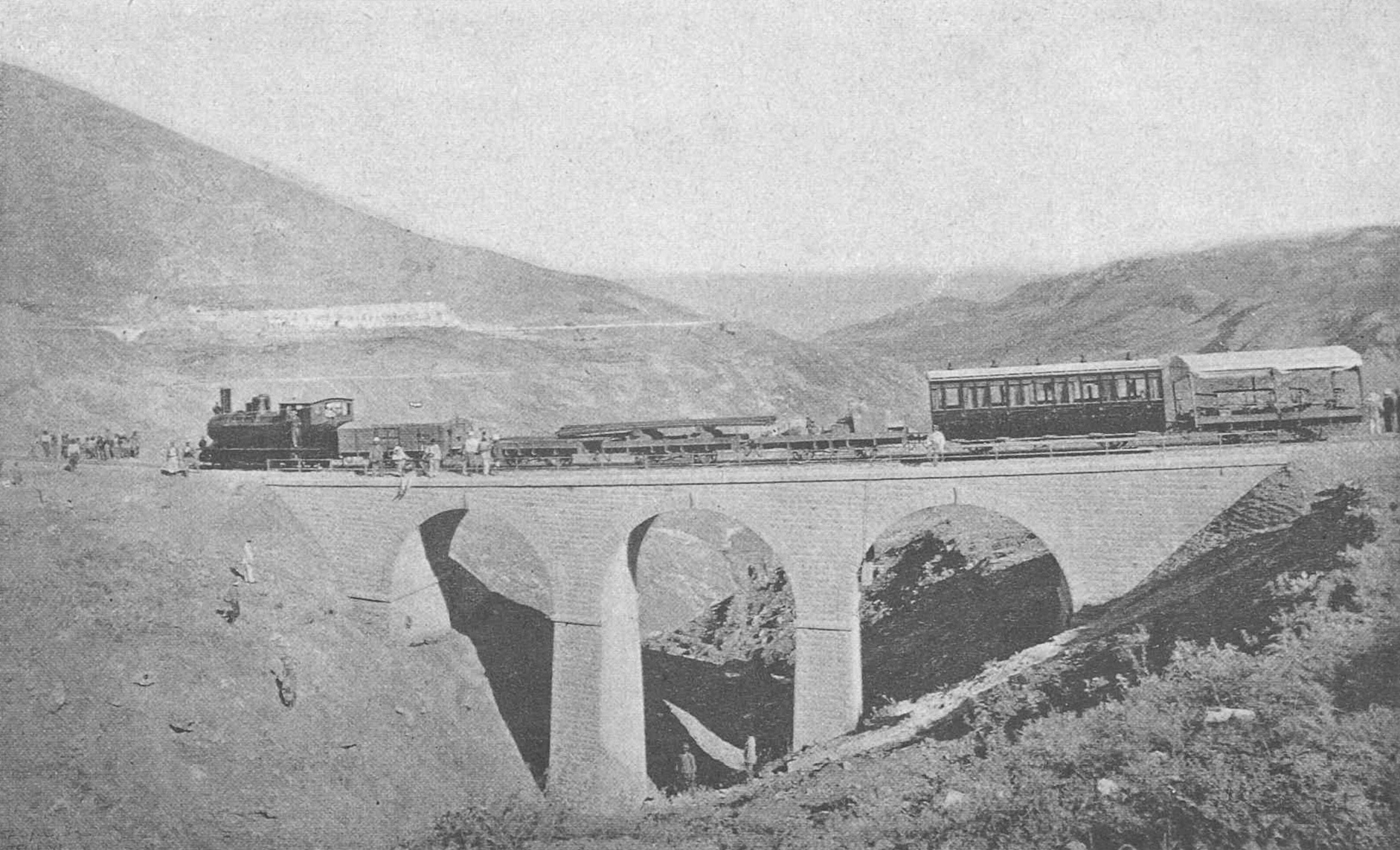
Ponte a Khan-M'rad, con treno della DHP

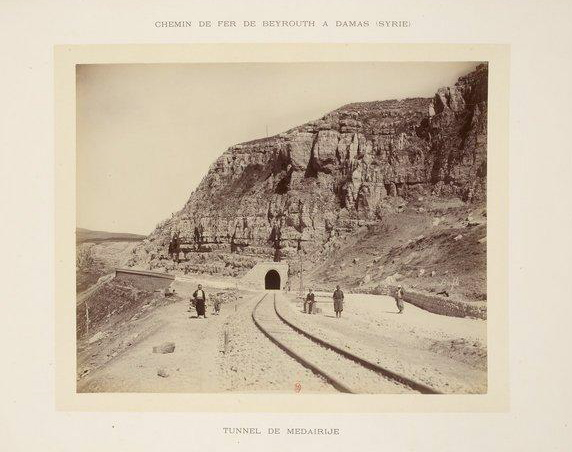
Galleria a Medarije

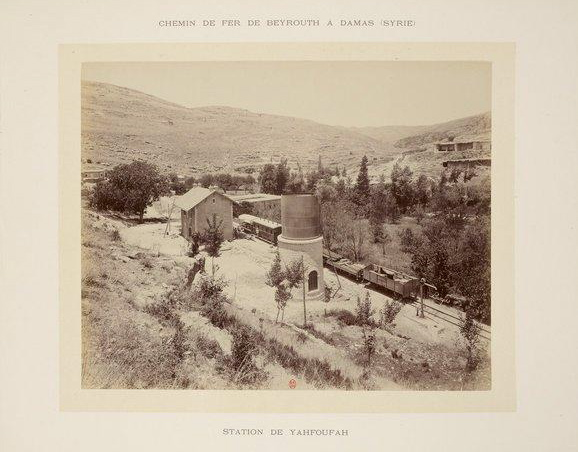
Un treno alla stazione di Yahfufah

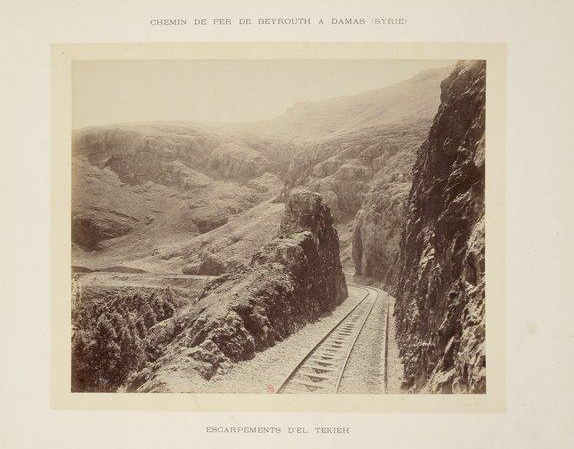
La ferrovia a cremagliera a Tekieh

Hasan Beyhum Efendi ricevette nel 1891 la concessione per costruire una tranvia industriale tra Beirut e Damasco nel 1891, che rivendette l'anno successivo alla francese Compagnia della ferrovia economica di Beirut-Damasco (Compagnie de la voie ferrée économique de Beyrouth–Damas), chiamata anche ferrovia del Libano, che aveva fretta di costruire la linea prima che arrivassero le ferrovie costruite dagli inglesi, una da Giaffa e l'altra da Haifa, che avrebbero tolto a Beirut lo status di porto principale del Levante settentrionale. Ad ogni modo, la linea di Giaffa non fu mai estesa oltre Damasco, mentre la linea da Haifa andò in fallimento dopo la costruzione di appena 8 km (secondo altre fonti dopo 34 km).
Nello stesso periodo, la francese Compagnia delle tranvie di Damasco e ferrovie economiche della Siria (Compagnie des tramways de Damas et voies ferrées économiques de Syrie) o la compagnia belga della Ferrovia della Siria (Chemin de fer en Syrie) acquistò un'altra concessione per i 105 km della ferrovia Damasco-Muzeirib. La regione di Hawran intorno a Muzeirib è considerato il granaio della Siria e la città serviva come punto di partenza per le carovane dei pellegrini durante l'Hajj.
Le due compagnie si fusero rapidamente nella Société des Chemins de fer Ottomans économiques de Beyrouth–Damas–Hauran o Société des chemins de fer ottomans economiques de Beyrouth–Havran, con sede a Costantinopoli (Istanbul) e un ufficio a Parigi. Inizialmente fu ipotizzato di realizzare uno scartamento metrico, ma alla fine si optò per uno scartamento da 1.050 mm, oltre ad una costosa sezione a cremagliera per superare la catena del Monte Libano. La ferrovia scollinava per il passo di Dar al-Beida, nei pressi del villaggio di Beidar (a 37 km da Beirut) situato a 1487 metri sul livello del mare. La ferrovia fu completata con l'arrivo a Beirut nel dicembre 1892.
Nel 1893, la compagnia ricevette una nuova concessione per una linea da Damasco a Birecik in Anatolia, il che fece cambiare il nome in "Società ottomana della ferrovia Damasco-Hana e prolungamenti" (Société Ottomane du Chemins de fer de Damas-Hamah et Prolongements, abbreviata DHP; in turco: Şam–Hama ve Temdidi Osmanlı Demiryolu Şirketi). La rete è anche conosciuta in lingua inglese come ferrovie siriane (Syrian Railways). La concessione iniziale è stata successivamente modificata per collegare le due linee a Rayak al posto di Damasco. Il trasporto da Damasco sud a Muzeirib iniziò nel luglio 1894 (in tempo per il raccolto annuale) e verso Beirut il 3 agosto 1895. Il viaggio dalla costa a Damasco durava inizialmente 9 ore e terminava in tre diverse stazioni: Baramke, Qanawat e Midan. Tra il 1900 e il 1908, la separata ferrovia dell'Hegiaz (HRR) si espanse da Damasco sud a Medina, con un troncone fino ad Haifa aperto nel 1906. La HRR fu costruito con uno scartamento di 1050 per connettersi alla ferrovia Beirut-Damasco ed assorbire sia la ex concessione britannica che la linea meridionale della DHP da Damasco.
Il trasporto del grano proveniente dall'Hawran, ad alto contenuto di semolino proteico usato nella produzione della pasta, doveva costituire la maggior entrata economica del bilancio della ferrovia, unitamente al pellegrinaggio dei musulmani durante l'Hajj. Tuttavia, l'introduzione del grano americano, indiano ed australiano sul mercato europeo, nel periodo della grande depressione, soffocò il commercio della ferrovia ancora in costruzione. I commercianti di Damasco avevano pensato che la stazione di Beirut avrebbe permesso loro di esportare il grano a più buon mercato; invece, già a partire dal raccolto 1894, il grano trasportato su ferrovia invase il mercato, facendo crollare i prezzi e i margini. Il completamento della linea fino alla costa non risolse il problema, poiché il mercato mondiale contrattava la vendita del grano a prezzi ancora più bassi e il miglior grano di Hawran (che, essendo ancora raccolto a mano, poteva includere sassi o erbacce) non poteva comunque competere con il grano raccolto a macchina negli Stati Uniti d'America. Solo nel 1908 i valori delle esportazioni ritornarono ai livelli degli anni 1880. La ferrovia di per sé fu una delle linee meglio gestite nell'Impero ottomano, con un fatturato di 434 000  nel 1900 e una garanzia nel 1906 di ricevere un sussidio governativo di 864 000 $ per ferrovia di Aleppo Allo stesso tempo, la compagnia non fu mai molto redditizia e rimase in perenne pericolo di bancarotta: le azioni vennero scambiate a 550 Franchi nel 1891 e solo 468 Fr nel  Fr nel 1909.

Una mappa del 1911 della Turchia raffigurante l'estensione settentrionale della linea DHP verso Aleppo e la linea parallela HRR attraverso l'Hawran

Sulla linea si verificò un grave incidente ad Aley il 12 aprile 1904. Aley era cresciuta con la ferrovia e rappresentava una località di villeggiatura estiva per gli abitanti di Beirut. Parte di una locomotiva esplose su una pendenza del 7% situata ad est della città e, poiché non si era pensato di applicare i freni, il treno tornò giù verso la stazione. Due auto furono completamente distrutte sulle rocce sul lato opposto, uccidendo otto persone e ferendone gravemente ventuno.
La ferrovia di Aleppo attraverso la valle della Beqa', tra la catena del Monte Libano e le montagne dell'Anti-Libano, fu costruita con scartamento standard, con il risultato di dover trasferire a Riyaq il traffico tra le due linee. La linea fu aperta fino a Baalbek il 19 giugno 1902 ed iniziò il servizio per Aleppo il 4 ottobre 1906. La ferrovia di Baghdad raggiunse Aleppo nel 1912, collegando la linea con Istanbul.
La concessione per la ferrovia Tripoli–Saida fu venduta dall'originario proprietario siriano alla francese Société ottomane des libanais nord et sud de Beyrouth e la concessione della DHP fu modificata per permetterne il collegamento fino a Tripoli. Questa fu poi estesa a nord per riconnettersi con la ferrovia di Aleppo a Homs a partire dal 1911. Durante la prima guerra mondiale, tuttavia, il suo tracciato fu rimosso per essere riutilizzato altrove.
Una linea costiera con scartamento di 1055 mm, la tramvia libanese (Tramway Libanais), entrò in servizio nel 1895 e raggiunse Maameltein nel 1908.
Durante la prima guerra mondiale, l'Impero ottomano prese il controllo di tutte le ferrovie controllate da stranieri, inclusa la DHP. L'intera linea dell'Hawran fu smantellata per estendere la ferrovia della Palestina fino al canale di Suez.

### Mandato francese

Il percorso del Taurus Express (CIWL) nel 1930.

Dopo la prima guerra mondiale, la Francia ottenne il mandato sulla Siria e il Libano sotto gli auspici della Società delle Nazioni. La proprietà della DHP fu ripristinata, oltre al controllo della ferrovia dell'Hegiaz. La concorrenza tra il porto francese di Beirut e quello britannico di Haifa portò ad una guerra tariffaria e nel 1921 alla perdita dei diritti ferroviari in Palestina per i siriani.
Dal 1930 circa, la ferrovia di Aleppo fu uno dei percorsi meridionali del Taurus Express verso Il Cairo, mentre una via alternativa correva tra Tripoli e Beirut. Il servizio venne operato dalla Compagnie Internationale des Wagons-Lits e fu interrotto nel 1972. Nel 1933, le Linee siriane di Baghdad (Lignes Syriennes de Baghdad) utilizzarono la ferrovia di Baghdad come sussidiaria alla DHP.
Le ferrovie furono utilizzate in modo significativo durante la seconda guerra mondiale. Gli inglesi ipotizzarono in origine di collegare la loro linea a scartamento standard da Haifa a Riyaq, ma poi abbandonarono il progetto nel 1941 poiché troppo difficile. Ciò nonostante, alcuni ingegneri del Sudafrica e Australia riuscirono a completare una linea a scartamento standard lungo la costa tra Haifa e Beirut il 24 agosto 1942 e la estesero fino alla stazione di Tripoli il 18 dicembre 1942. Questa ferrovia Haifa–Beirut–Tripoli (HBT) era l'ultimo collegamento tra le reti ferroviarie a scartamento ordinario dell'Europa e del nord Africa (escluso l'attraversamento via traghetto del Bosforo ad Istanbul), ma non fu mai aperto al traffico civile. Al contrario, gli inglesi mantennero la linea sotto il controllo del proprio esercito fino al febbraio 1948, quando la rivolta ebraica in Palestina distrusse i ponti vicino a Ras al-Nakura. Un precedente tentativo da parte delle forze dell'Haganah di attaccare la HBT in due luoghi vicino a Nahal Kziv durante la "notte dei ponti" nel 1946 non ebbe successo. Al giorno d'oggi, l'unica parte della HBT ancora in funzione è la ferrovia costiera tra Nahariya e Haifa nell'Israele settentrionale.

### Libano indipendente

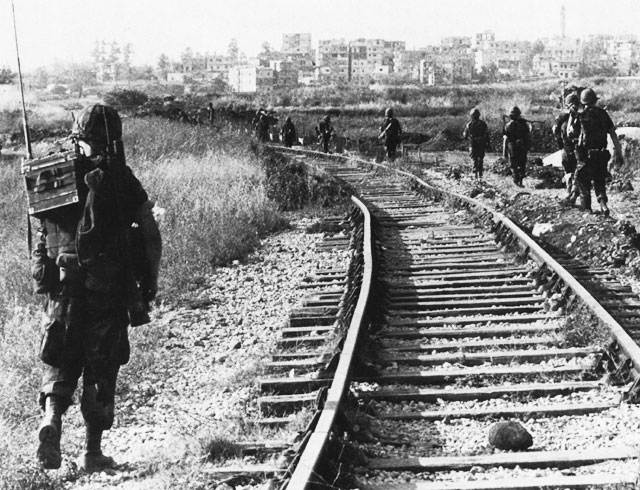
Marines degli Stati Uniti pattugliano la ferrovia CEL, durante la missione della Forza multinazionale in Libano nell'agosto 1983

Il generale Georges Catroux proclamò l'indipendenza del Libano nel 1941, ma i francesi non permisero l'instaurazione di un governo fino al 1943. Nel 1946, il governo libanese comprò la ferrovia Naqura–Tripoli per 5 milioni di sterline, cedendone la gestione alla DHP.
Il 14 marzo 1948 il tunnel di confine di Ras Naqura furono fatti saltare con la dinamite dalle truppe israeliane per prevenire l'invasione araba: la rete libanese dovette quindi fermarsi a Naqura.
La Siria nazionalizzò le sue ferrovie nel 1956. Nel 1960 (o 1961) la rete nazionale fu riorganizzata sotto le Ferrovie libanesi (Chemin de fer de l'État Libanais, abbreviato CEL)
Un articolo del 1974 rivela che la linea da 1055 mm era ancora in uso, ma utilizzando una locomotiva a vapore, in maniere non competitiva ed anzi in perdita
Durante la guerra civile in Libano (1975-1990) le strutture ferroviarie furono danneggiate dai combattimenti, causando l'interruzione graduale della rete ferroviaria, che poi cessò il servizio. La linea tra Beirut e Damasco fu chiusa nel 1976, mentre il trasporto di pendolari tra Dowra e Jbeil cessò nel 1993.
Gli ultimi trasporti ferroviari regolari in Libano, costituiti da trasporti di cemento da Chekka a Beirut, terminarono nel 1997. In effetti, la locomotiva diesel polacca usata per questa linea continuò a essere usata una volta al mese nei magazzini di stoccaggio di Furn el Shebbak stockyards fino al 2002, ma il servizio non fu più ripristinato.
Attualmente, ampi tratti della ferrovia costiera sono stati portati via dal mare, mentre le strutture ed i materiali sono stati oggetto di atti vandalici.

## Linee

### Ferrovia Beirut-Rayak-Damasco

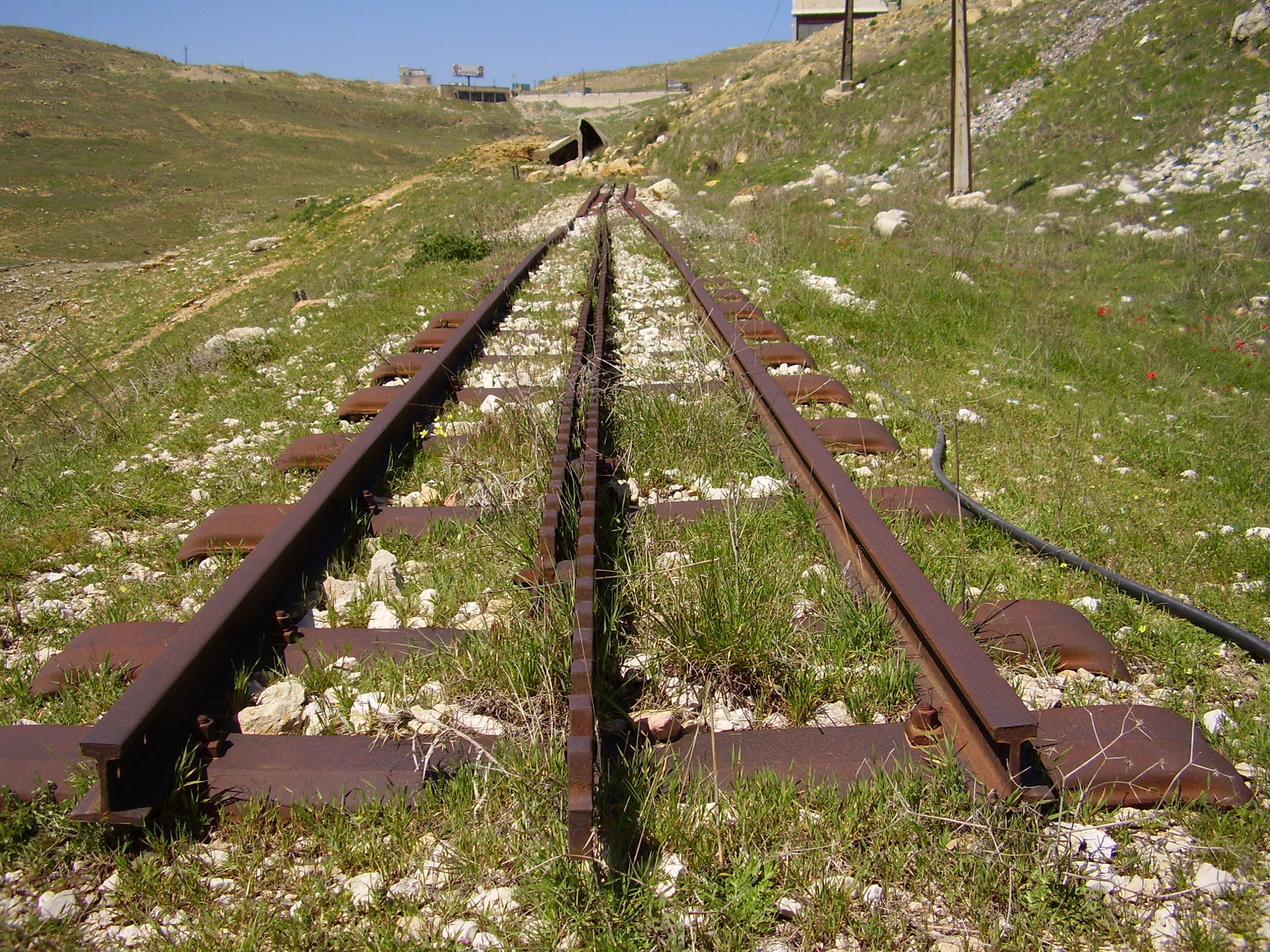
Resti della cremagliera della linea Beirut–Damasco

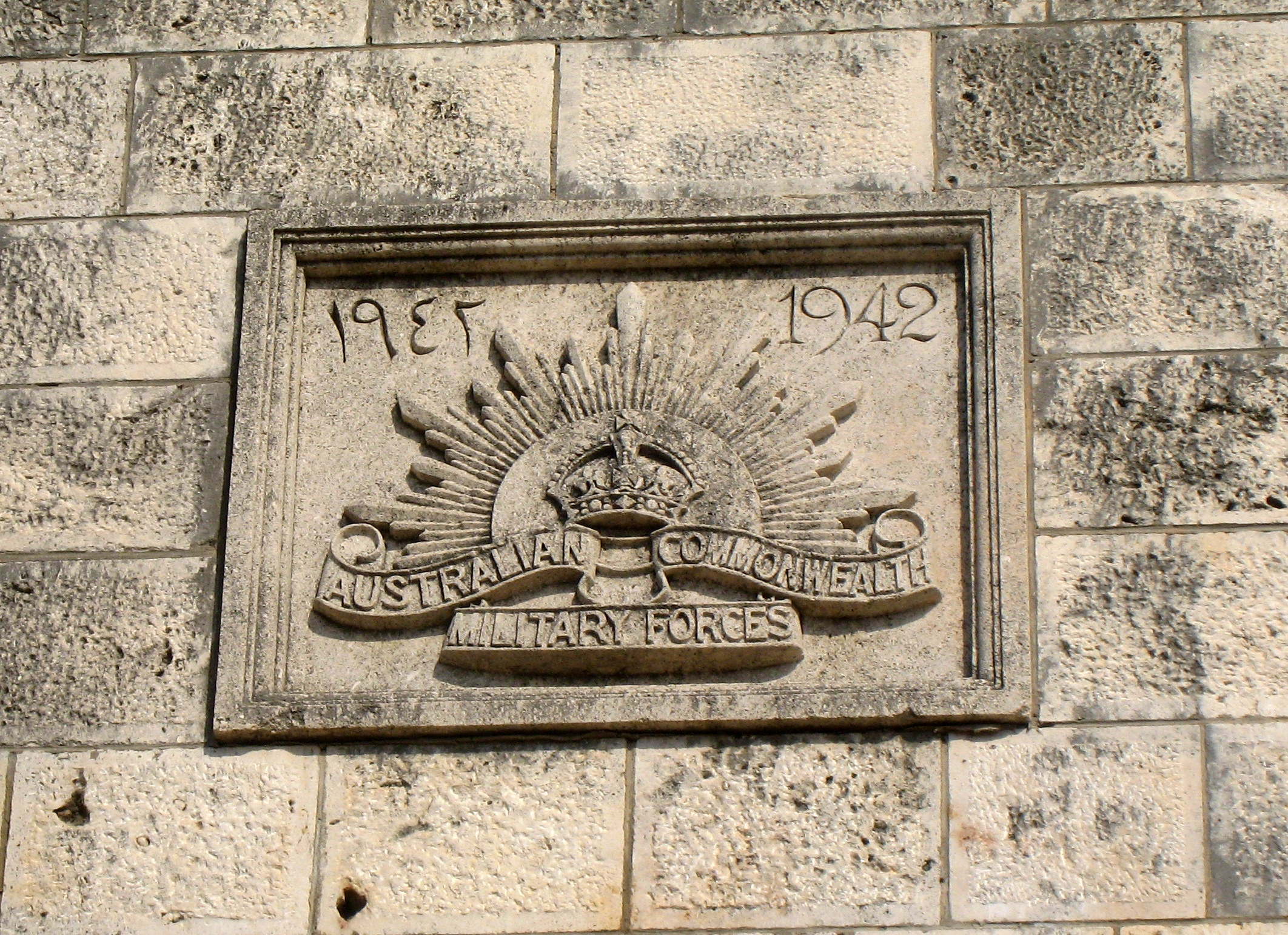
Placca dei costruttori australiani del 1942

La linea Beirut-Rayak-Damasco (Siria), a scartamento ridotto (1055 mm) e con lunghezza totale di 117 km (di cui 92 km in Libano), entrò in funzione nel 1895. Fu la prima linea costruita in Libano (all'epoca sotto l'Impero ottomano), dalla Société des Chemins de fer Ottomans économiques de Beyrouth-Damas-Hauran su concessione del 1891. L'obiettivo era quello di connettere Beirut a Damasco, permettendo l'accesso al mare da Damasco e vanificando così il piano britannico per collegare Damasco a Giaffa. L'architettura delle stazioni ferroviarie e delle case cantoniere era in stile francese, le rotaie e materiale rotabile erano belgi, tranne le locomotive a vapore che erano svizzere. Il percorso attraversava la catena del Monte Libano, che veniva valicato a quota 14 300 metri s.l.m. per mezzo di locomotive a cremagliera.

### Ferrovia Rayak-Homs
La ferrovia Rayak-Homs (Siria), entrata in servizio nel 1906 nella valle della Beqa', era una linea a scartamento normale, con lunghezza totale di 108 km (di cui 63 km in Libano), e collegava Baalbek.

### Ferrovia Homs–Tripoli
La ferrovia Homs (Siria)-Tripoli, a scartamento normale, entrò in servizio nel 1911.

### Ferrovia Tripoli-Beirut
La ferrovia Tripoli-Beirut, a scartamento normale e lunga 172 km (di cui 120 km in Libano), fu costruita dalle truppe australiane ed entrò in servizio nel 1942.

### Ferrovia Beirut-Sidone-Naqura-Haifa

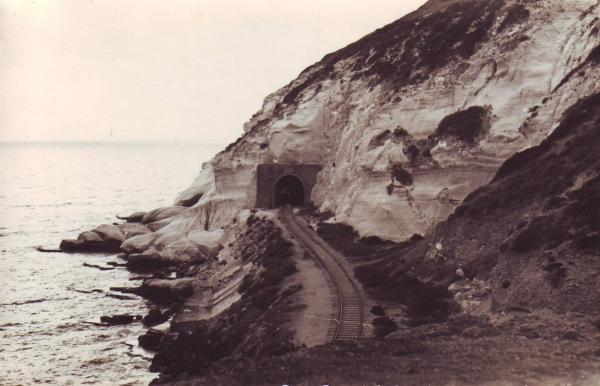
La galleria di Rosh Hanikra nel 1964

Il progetto della ferrovia Beirut-Sidone-Naqura-Haifa (Israele), a scartamento normale, fu reso possibile a seguito della caduta del governo di Vichy nel 1941. La struttura fu costruita durante la seconda guerra mondiale sotto il mandato britannico dalle truppe neozelandesi e sudafricane ed entrò in servizio il 24 agosto 1942. Come la linea Tripoli-Beirut, era destinata al trasporto delle truppe dell'esercito e delle attrezzature in Egitto, attraverso il Medio Oriente: era quindi possibile viaggiare da Beirut a Il Cairo via terra con il treno.
Nel 1947 gli inglesi decisero di aprire la linea al traffico civile, ma l'inizio della guerra di indipendenza israeliana tagliò fuori la Galilea occidentale dal resto del paese. Temendo che gli arabi utilizzassero la ferrovia per invadere Haifa con le armi, durante la notte del 14 marzo 1948 un'unità di sabotaggio della "Divisione Carmel" dell'Haganah fece saltare in aria il lato occidentale del ponte situato all'uscita della galleria Rosh Hanikra sotto il naso della polizia britannica.

### Ferrovia Homs-Tartus

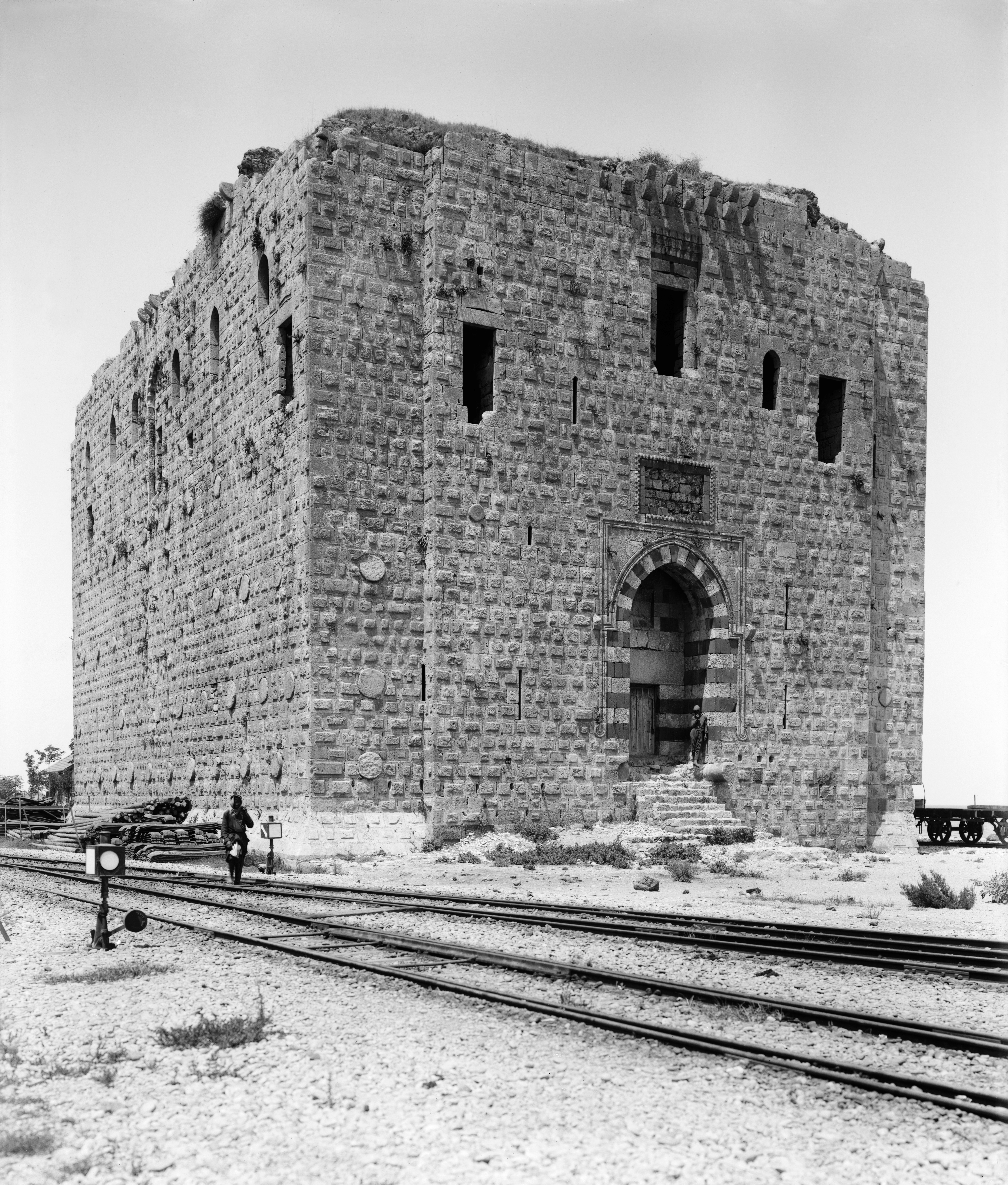
Binari nei pressi della Torre dei leoni a Tripoli (1911)

Un breve tratto della ferrovia siriana Homs-Tartus attraversa il territorio libanese, poiché la linea fu costruita prima che i confini tra Libano e Siria fossero definiti internazionalmente.

### Estensione

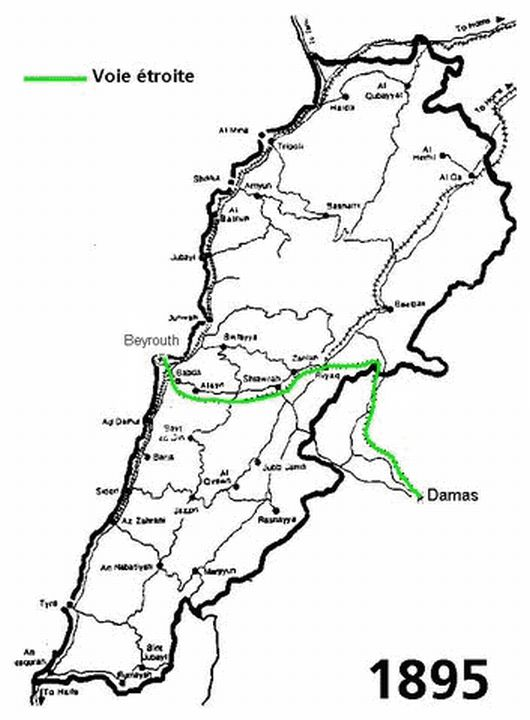
La rete ferroviaria nel 1895
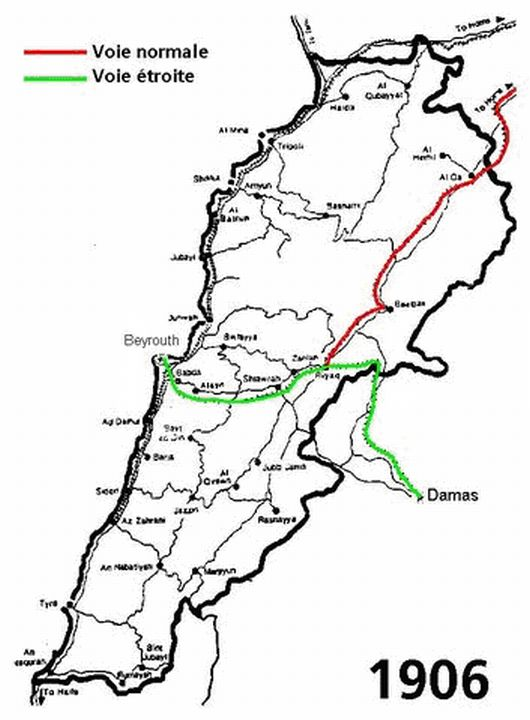
La rete ferroviaria nel 1906
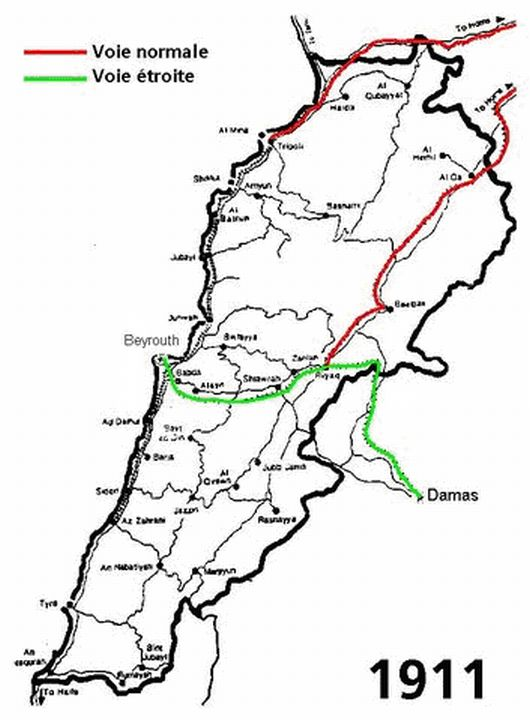
La rete ferroviaria nel 1911
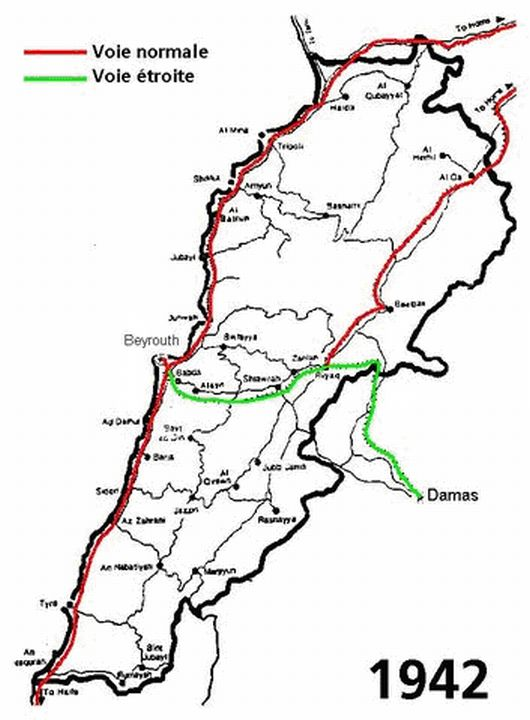
La rete ferroviaria nel 1942

## Materiale rotabile

### Ritirato
| Classe                | Immagine | Numero di assi | Matricola | Anno di servizio | Potenza [kW] | Costruttore | Note |
| --------------------- | -------- | -------------- | --- | ---------------- | ------------ | ----------- | --- |
| Automotrice Uerdingen |          | 12             | 798 672-2 > A 10450 998 143-2 > B 10450 998 771-0 > C 10450 798 789-4 > A 10451 998 032-7 > B 10451 998 876-7 > C 10451 798 707-6 > A 10452 998 010-3 > B 10452 998 672-0 > C 10452 798 708-4 > A 10453 998 153-1 > B 10453 998 862-7 > C 10453 |                  |              |             | Ex automotrice tedesca, acquistata nel 1982–83 da Deutsche Bahn via MAS. L'ultima fu consegnata nel 1986–87. Apparentemente furono tutte distrutte durante la guerra civile in Libano |

## Progetti di rilancio

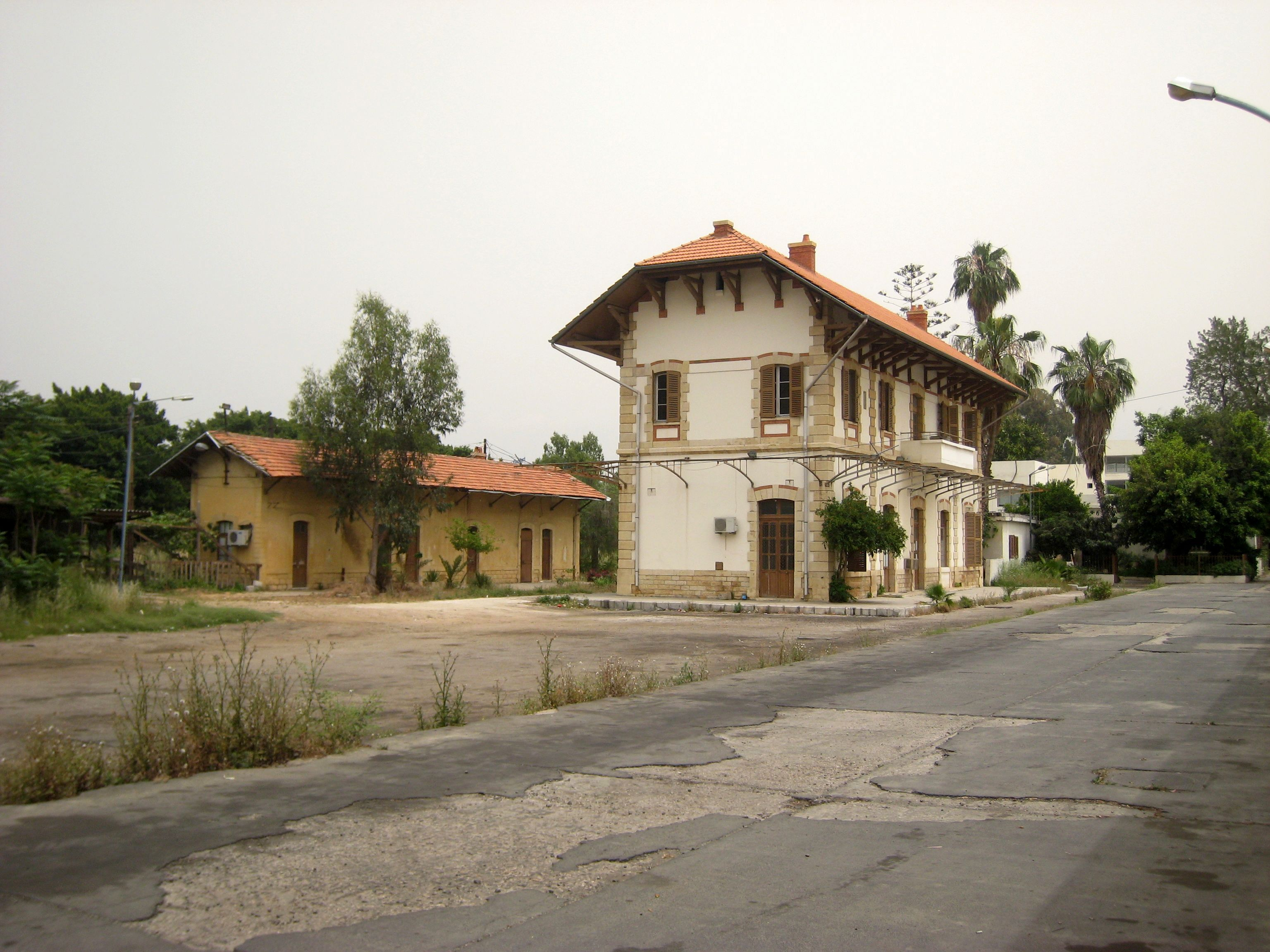
Stazione di Beirut nel 2007

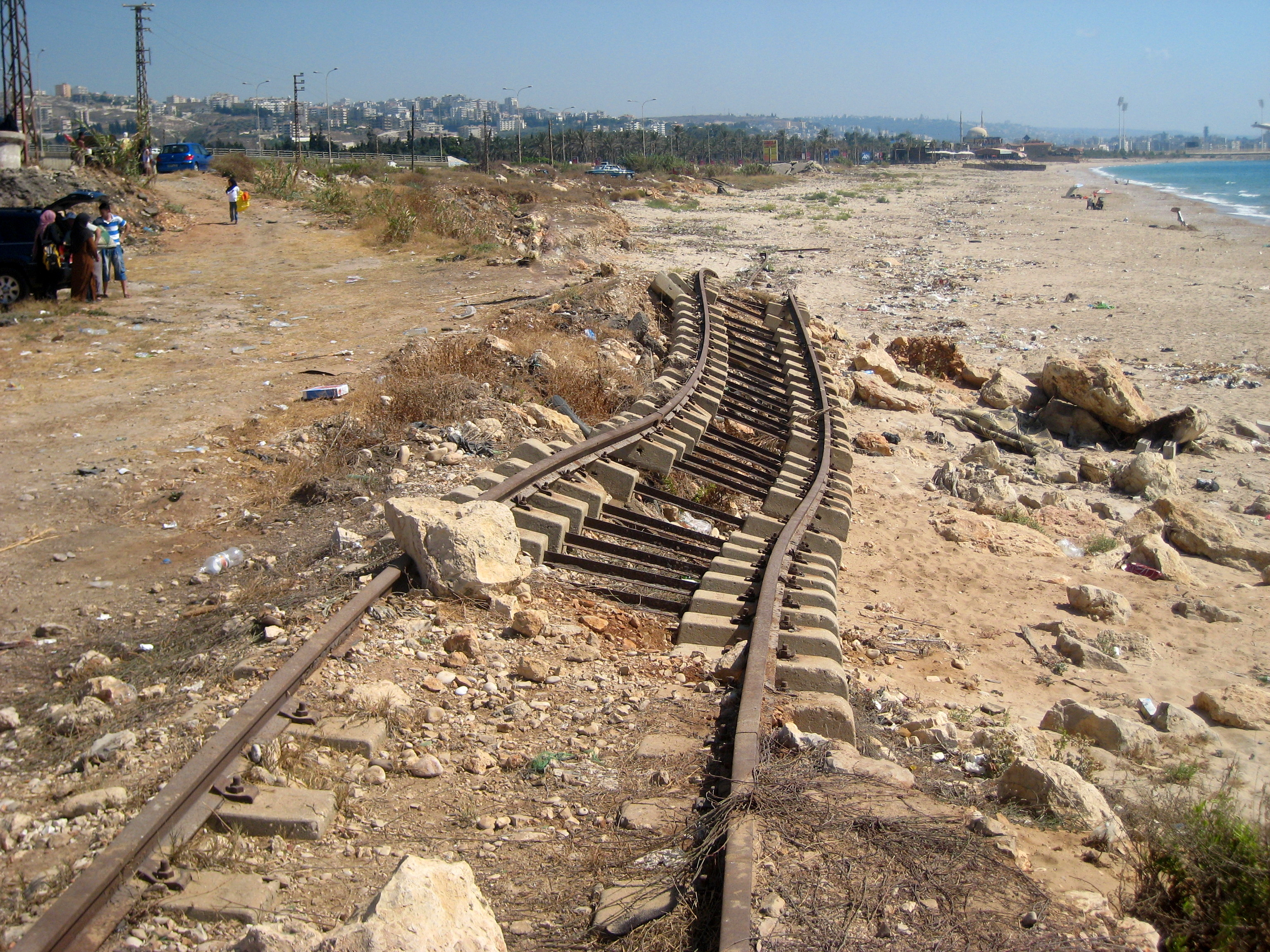
La ferrovia a Sidone nel 2007

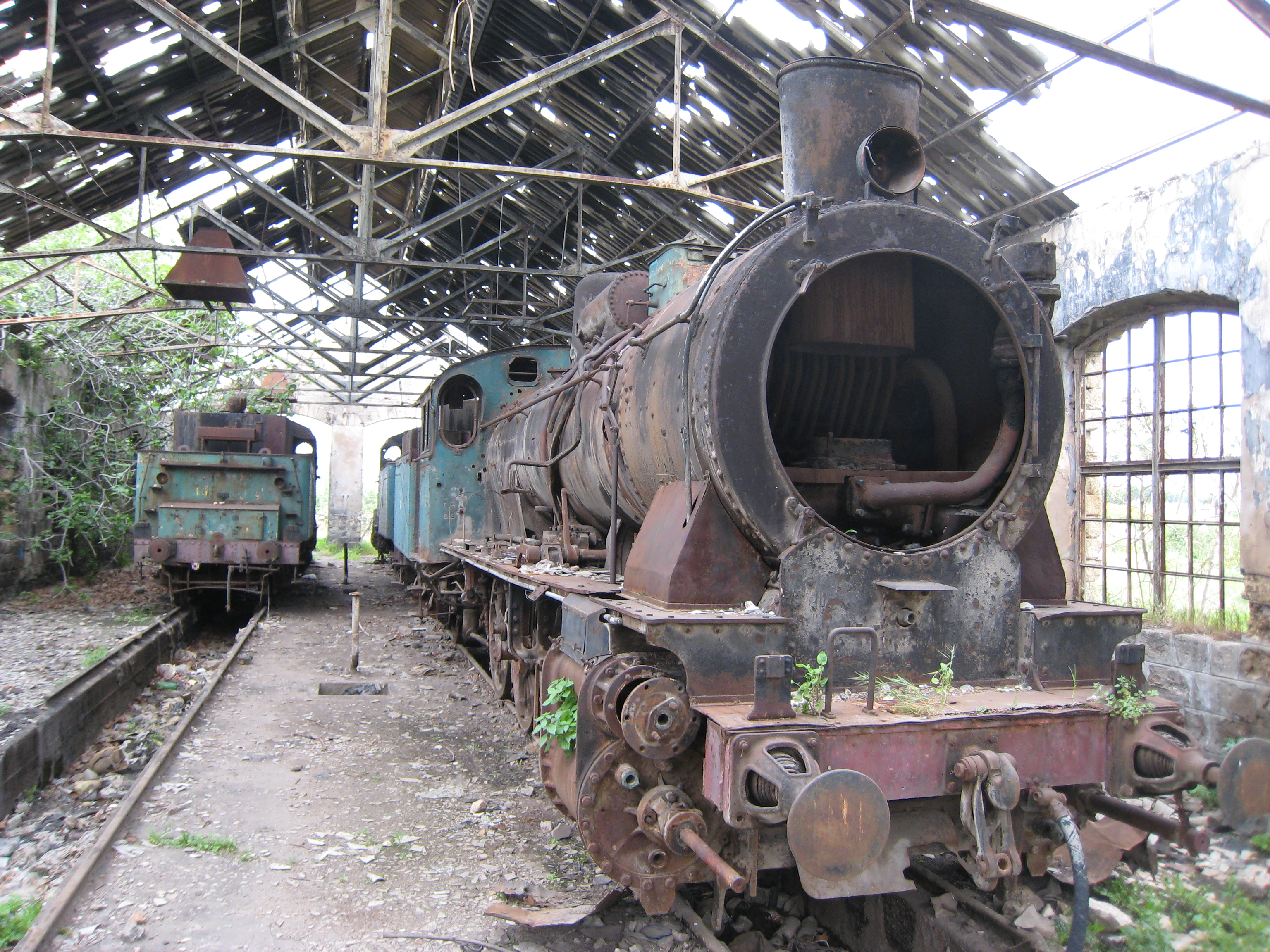
Una locomotiva tedesca nella stazione di Tripoli nel 2007

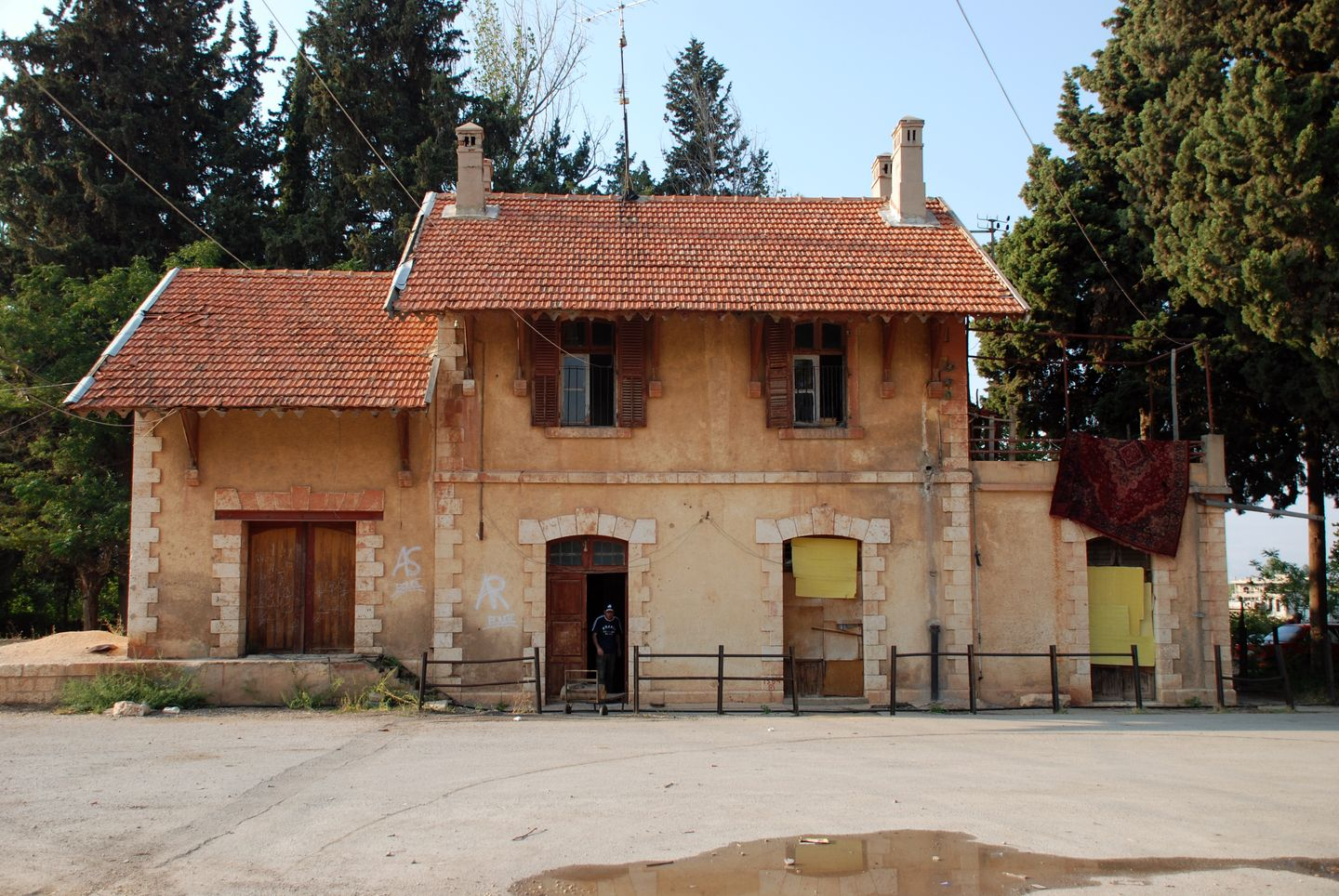
Stazione di Baalbek nel 2009

Il 17 e 18 aprile 2002 furono firmati accordi tra il Libano e la Siria per il ripristino delle linee di Tripoli-Homs e Rayak-Damasco. Tuttavia, a seguito dell'assassinio del primo ministro libanese Rafik Hariri nel 2005, il progetto fu interrotto.
Ci sono una serie di proposte per rilanciare il sistema ferroviario libanese, ma finora nessuno è giunto a compimento.
Uno dei progetti di ripristino è guidato da Elias Maalouf, fondatore dell'organizzazione non governativa "Train Train", che sta cercando di dimostrare la fattibilità di rilanciare la linea tra le città costiere di Biblo e Batrun. Il progetto, con un budget di £ 430 000, dovrebbe completarsi nel giro di alcuni mesi, ma si è ancora in attesa del via libera del governo libanese.